# 閃靈俠 (電影)
《閃靈俠》（英語：The Spirit）是一部2008年美國新黑色超級英雄電影，改編自威尔·埃斯纳的同名報紙连环漫画。電影由法蘭克·米勒編劇兼執導，蓋布瑞·麥奇、伊娃·曼德絲、莎拉·保羅森、丹·羅利亞、帕兹·维嘉、史嘉蕾·喬韓森和山繆·傑克森主演，奇多娛樂和狮门娱乐聯合製作。故事講述了一名幽靈般的超級英雄保衛中心城市，免受追求長生不老的惡徒侵害。
《閃靈俠》2008年12月25日在美國上映，外界普遍給予負面評價，且成為票房炸彈。電影2009年4月14日發行了DVD和藍光。

## 演員
- 蓋布瑞·麥奇飾演丹尼·柯爾特／閃靈俠
  - 強尼·西蒙斯飾演年幼的丹尼·柯爾特
- 伊娃·曼德絲飾演珊德·莎芙德（Sand Saref）
- 莎拉·保羅森飾演艾倫·杜蘭（英语：Ellen Dolan (comics)）
- 丹·羅利亞（英语：Dan Lauria）飾演尤斯塔斯·杜蘭局長（Commissioner Eustace Dolan）
- 帕兹·维嘉飾演巴黎普拉斯特（Plaster of Paris）
- 史嘉蕾·喬韓森飾演絲肯·佛洛斯（Silken Floss）
- 山繆·傑克森飾演章魚博士（英语：Octopus (comics)）
- 斯坦娜·卡蒂克飾演摩根斯坦（Morgenstern）
- 潔米·金飾演羅蕾萊·羅斯（Lorelei Rox）
- 理查·波特諾（英语：Richard Portnow）飾演多南費爾德（Donenfeld）

路易·倫巴迪飾演佛波斯（Phobos）、羅高斯（Logos）、帕斯洛斯（Pathos）、艾斯洛斯（Ethos）、布爾伯斯（Bulbos）、韋沃斯（Huevos）、蘭切羅斯（Rancheros）、曼高斯（Mangos）、阿迪奧斯（Adios）和阿米高斯（Amigos）等章魚博士的複製體追隨者。法蘭克·米勒和DC漫畫公司總裁保羅·萊維茲分別在片中客串李柏維茲警官（Officer Liebowitz）、旁觀者#3。

## 外部連結
- 互联网电影数据库（IMDb）上《閃靈俠》的资料（英文）
- AllMovie上《閃靈俠》的资料（英文）
- Box Office Mojo上《閃靈俠》的資料（英文）
- Metacritic上《閃靈俠》的資料（英文）
- 爛番茄上《閃靈俠》的資料（英文）